# 尼高·杜基
尼高·杜基（Niko Tokić，1988年7月6日—），生於克羅地亞薩格勒布，克羅地亞足球運動員，司職前鋒，為2014年立陶宛超級聯賽神射手，現時效力克羅地亞足球乙級聯賽球會薩格勒布。

## 球會生涯
杜基生於克羅地亞薩格勒布，於2014年球季效力立陶宛球會希奧利艾期間以35場入19球的成績榮膺立陶宛超聯神射手，這個入球數字也令他躋身2014年的歐洲金靴榜，惟因立陶宛超級聯賽評分不高，縱使入球多過阿古路（14球）、美斯（13球） 及迪亞高哥斯達（11球）等球星最終僅排名26位，於2015年1月14日加盟太陽飛馬簽訂一年半合約，加盟後也選擇過去一季在希希奧利艾99號球衣作賽，於2015年4月18日作客以4–1擊敗標準流浪的聯賽取得加盟後的首個入球。

## 個人生活
杜基與克羅地亞腳莫迪歷以及現時效力東方龍獅的美路史拿域分屬朋友，在決定來港發展前便曾詢問過美路史拿域的意見，並得到對方的支持，杜基最愛吃甜品最喜歡的點心是流沙包。

## 榮譽
個人
- 立陶宛超級聯賽神射手（英语：2014 A Lyga）（2014年）

## 外部連結
- 香港足球總會網頁球員註冊資料 （页面存档备份，存于）